# Papiertransport in Bogendruckmaschinen

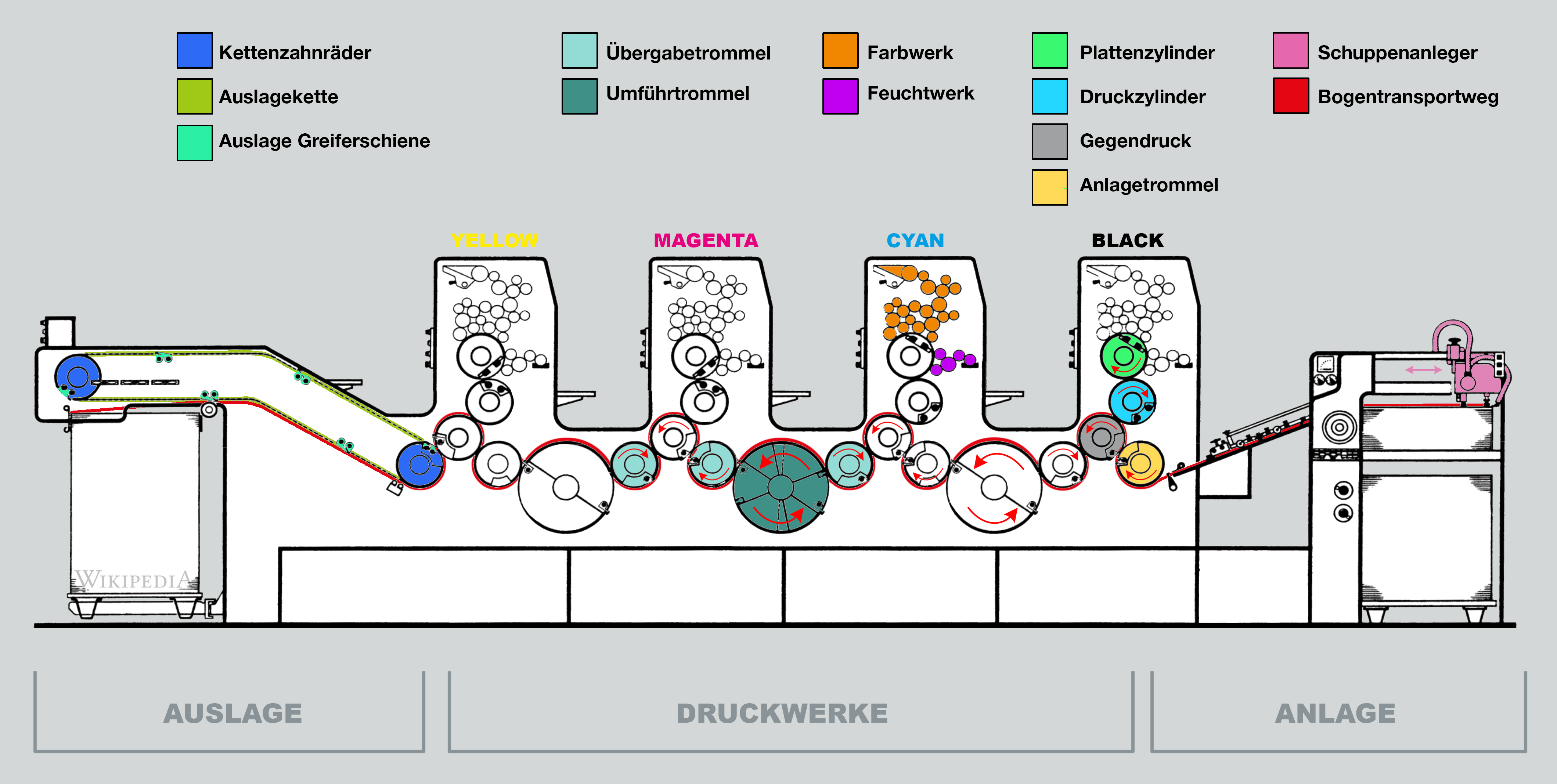
Schematischer Aufbau einer 4-Farb-Bogendruckmaschine, mit den einzelnen Baugruppen, ihren Komponenten und dem Weg des Bogens durch die Maschine

Als Papiertransport in Bogendruckmaschinen bezeichnet man in der Drucktechnik die Zusammenarbeit derjenigen Baugruppen, mit denen der Bogen vom vorderen Papierstapel der Maschine zu dem (oder den) Druckwerken, und von dort bis zur Bogenauslage, dem hinteren Papierstapel weitertransportiert wird. Für die Bogenanlage gibt es verschiedene Systeme, während des Druckens wird der Bogen durch Zylinder mit Greiferleiste weitergeführt. Die Auslagesysteme sind meist als Kettenausleger konstruiert. Bei Rotationsmaschinen (mit ihrer kontinuierlich durchlaufenden Papierbahn) spricht man von Papierlauf.

## Vom Anlagestapel zum Druckwerk
Dabei wird der Stapel zuerst am oberen Ende mit Blasluft aufgelockert (getrennt). Dann erfolgt die Zuführung des – oder der – Bogen über den Anlagetisch zur eigentlichen Bogenanlage. Technisch unterscheidet man sie in Einzel- und Schuppenanleger. Bis ins frühe 20. Jahrhundert wurde diese Arbeit oft noch händisch ausgeführt. Das mechanische System wurde 1909 von Caspar Hermann erfunden.

### Handanlage
Seit der Gutenbergpresse wurden die zu bedruckenden Bogen von Hand in die Presse eingelegt. Ende des 19. Jahrhunderts wurden Schnellpressen gebaut, bei der Arbeiter die Bogen einzeln einlegten. Bis ins frühe 20. Jahrhundert gab es daher das Berufsbild des „Bogenanlegers“, in der DDR sogar noch bis in die 1950er Jahre. Bekannt war die Firma Schnellpressenfabrik Bohn & Herber. Heute findet man die Handanlage noch bei Abziehpressen.

### Einzelbogenanleger
Bei diesem System werden die gestapelten Bogen einzeln von mehreren Vakuumsaugern am zuerst einlaufenden Ende (also an der Vorderkante) angehoben und durch Zuführgreifer oder Transportbänder auf den Anlegetisch befördert, wo sie mittels Vorder- und Seitenmarken exakt ausgerichtet werden. Die Trennung des jeweils obersten Bogens vom Papierstapel ist problematisch und wird vorwiegend durch die Kombination von Saug- und Blassystemen gelöst. Trotzdem kommt es infolge elektrostatischer Aufladung gelegentlich zur Haftung zweier Bogen miteinander, so dass sogenannte Doppelbogen in die Maschine laufen. Die saubere Trennung der Bogen ist wichtig und wird im Anlagebereich beispielsweise durch eine Doppelbogenkontrolle automatisch überwacht. Beim Einzelbogenanleger kann der jeweils folgende Bogen erst dann von den Saugern erfasst werden, wenn der vorauslaufende den Anlagestapel vollständig verlassen hat. Das hat zur Folge, dass die Transportgeschwindigkeit im Anlagebereich annähernd der Druckgeschwindigkeit entspricht und die Zeit für die Bogenausrichtung an den Vorder- und Seitenmarken außerordentlich kurz ist. Aus diesem Grund eignet sich der Einzelbogenanleger ausschließlich für geringe Maschinengeschwindigkeiten bis ca. 10.000 Bogen/h und für kleinere Formate bis DIN A3. Mit dem Einzelbogenanleger lassen sich alle Papierstärken und auch luftdurchlässige Papiere gut anlegen / verarbeiten, da ein Verblocken der Papiere schnell erkannt werden kann. Ein weiterer Vorteil des Einzelbogenanlegers ist, dass er einfacher auf das Papierformat und die Papiersorte einzustellen ist, was die sogenannten Rüstzeiten verkürzt.
Eine ältere Bauart des Einzelbogenanlegers ist der Reiberanleger, der ohne Vakuumanhebung („Sauger“) arbeitete.

### Schuppenanleger
Der Schuppenanleger übergibt eine Reihe von geschuppt liegenden (also einander überlappenden) Papierbogen an das erste Druckwerk der Druckmaschine. Dabei trennen Vakuumsaugköpfe die Bogen zunächst nur am Bogenende, worauf Hubsauger das Bogenende anheben und die Bogentrennung durch Blasluft und Abstreifer unterstützt wird. Getaktete Blasluft wird zwischen die Bogen auf dem Anlegerstapel geblasen und bringt den gesamten obersten Bogen zum Schweben, der nun mit Schleppsaugern zum Schuppenstrom auf dem Bändertisch transportiert wird. Der nächste Bogen wird bereits vom Stapel angehoben, wenn der vorauslaufende diesen erst zu einem Drittel verlassen hat. Die Bewegungsgeschwindigkeit des Schuppenstroms beträgt etwa ein Drittel der Druckgeschwindigkeit. Der Vorteil dieses Systems ist, dass eine erhöhte Druckgeschwindigkeit bis zu 23.000 Bogen pro Stunde, verbunden mit der erforderlichen Präzision für die Bogenausrichtung in den Vorder- und Seitenmarken, möglich ist.

### Galerie

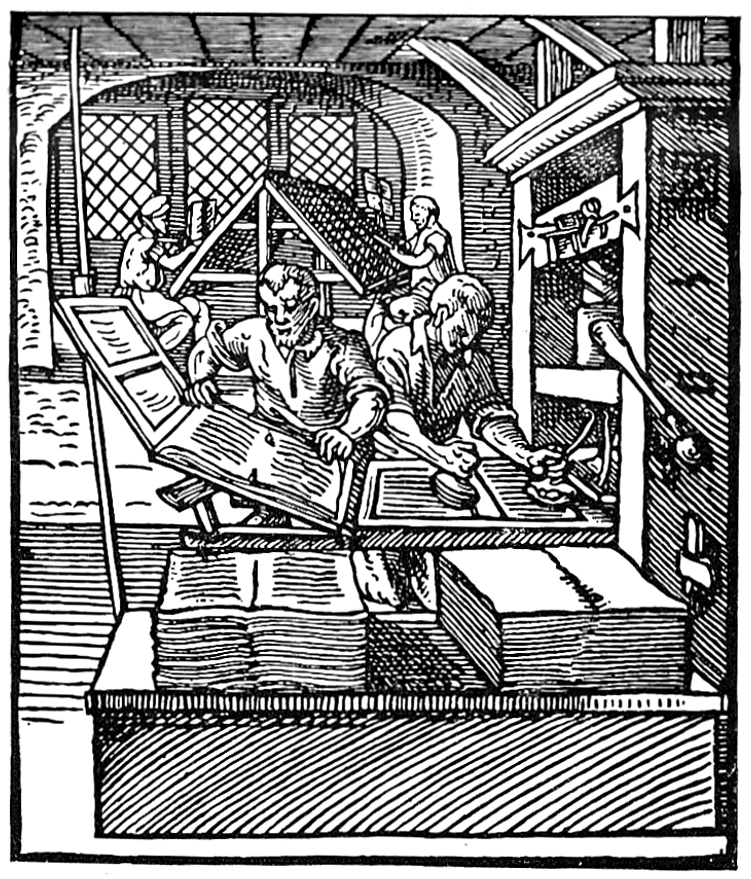
Buchdruck 1568: Rechts im Vordergrund der Papierstapel, der per Handanlage in den Rahmen gelegt wird.
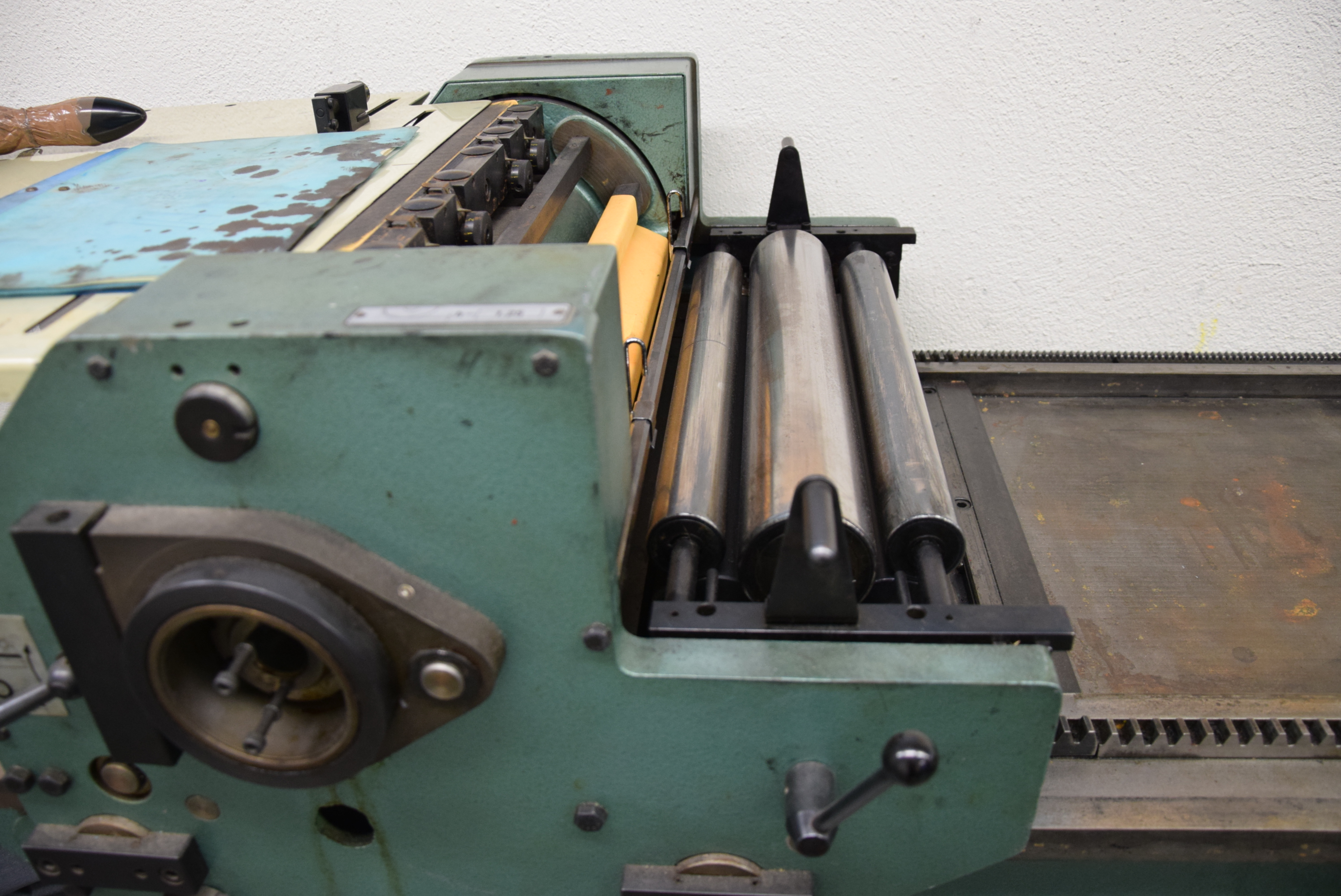
Moderne Abziehpresse mit Handanlage: der Bogen wird in die Marken des Zylinders (links oben) gelegt, und von Hand über die (hier fehlende) flache Druckform gedreht.
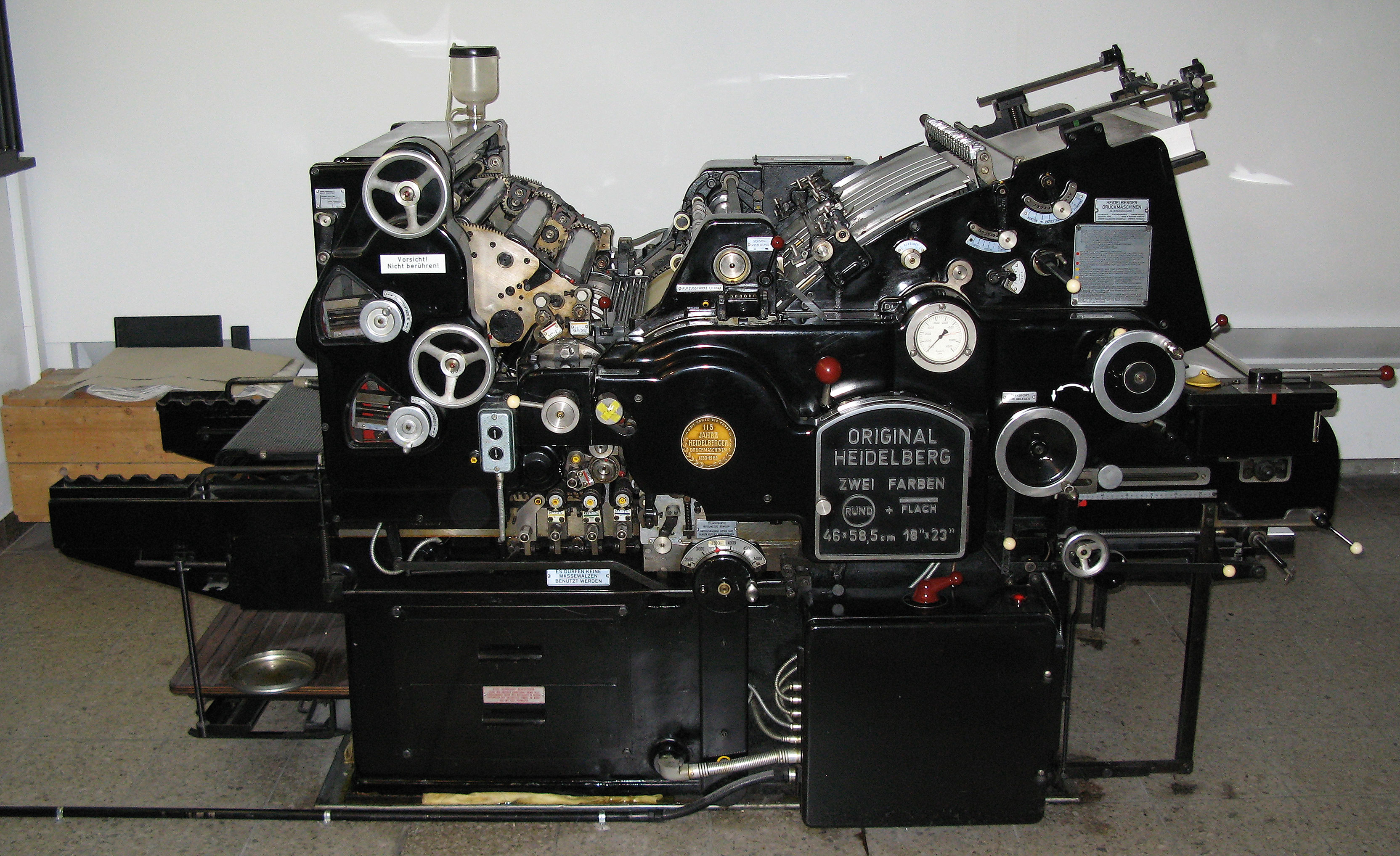
Rechts oben sieht man den Anlagestapel mit dem Sauggreifer, der den Bogen in Einzelanlage über den gewölbten Anlegetisch in die Maschine führt.
- Der Propellergreifer des OHT ist ein Sonderfall, zählt aber auch zu den Einzelanlegern.
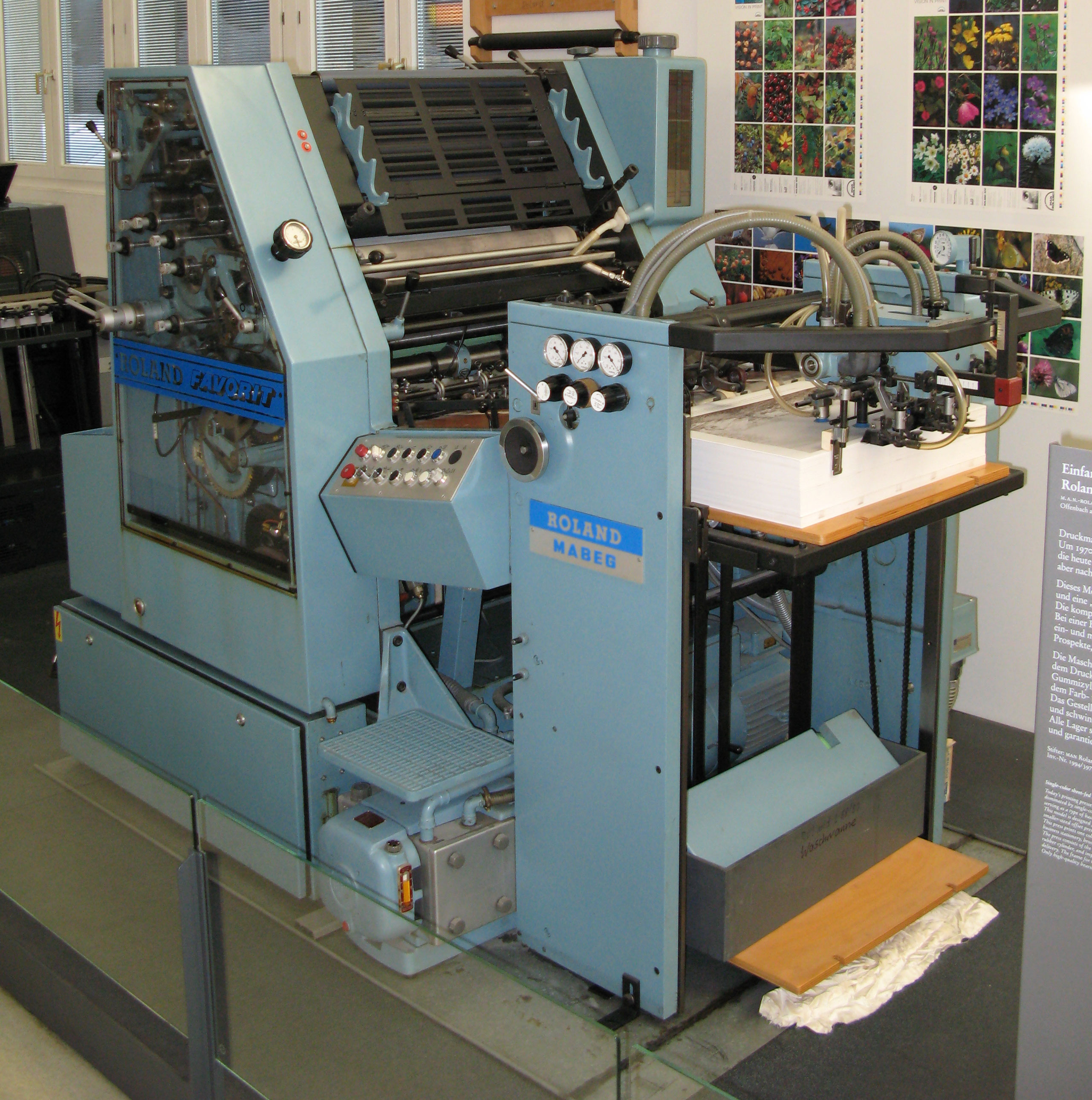
Eine Einfarben-Bogenoffset-Druckmaschine, Typ „Roland Favorit“, (1980). Deutlich zu erkennen: der am Bogenende befindliche Schuppenanleger.
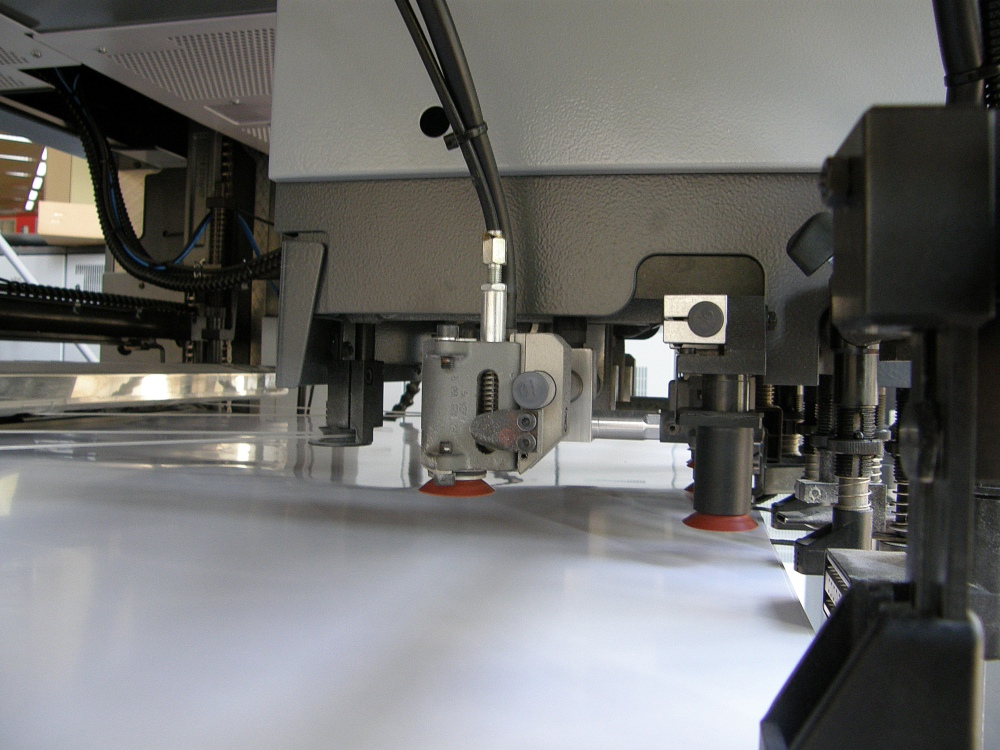
Schuppenanleger an der Hinterkante des Anlagestapel.

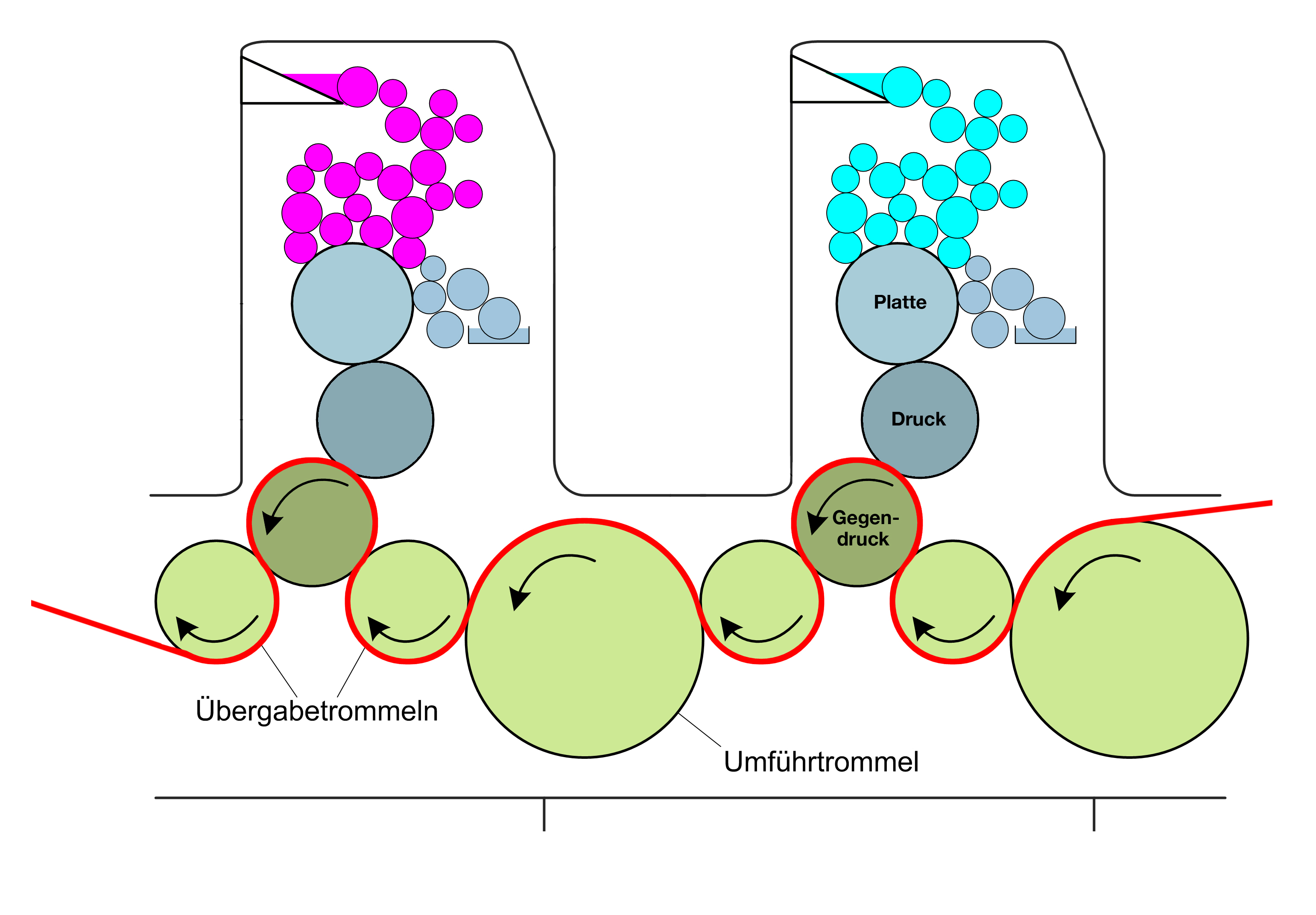
Weg (rot) des Druckbogens durch eine Mehrfarb-Druckmaschine. Die Greifer an den Zylindern sind hier nicht eingezeichnet.

## Von Druckwerk zu Druckwerk
Während des eigentlichen Druckvorgangs wird der Bogen von ineinander greifenden „Greiferleisten“ am eigentlichen Druckzylinder (oder sogenannten „Übergabetrommeln“ – Bei Mehrfarbenmaschinen) fixiert und weitertransportiert.

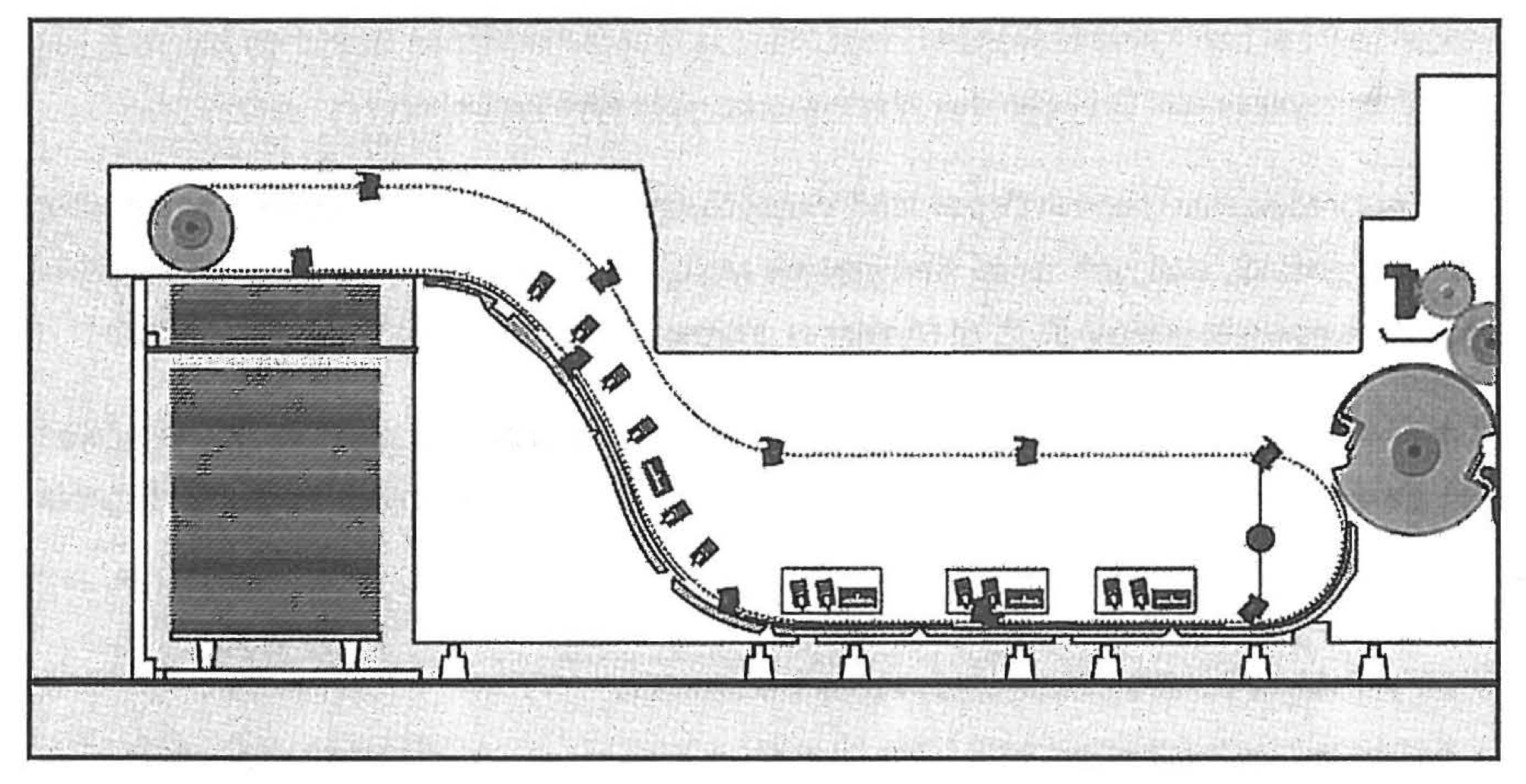
Kettenbahn im Ausleger einer Bogendruckmaschine der MAN Roland Druckmaschinen AG. Im Auslagestapel kann man den Einsatz eines „Non-Stop-Systems“ sehen.

## Vom Druckwerk zum Auslagestapel

### Kettenausleger
Das heute gängigste System zum Transport des Druckbogens zur „Auslage“ (auch Ablage) ist der Kettenausleger. Er besteht aus zwei Endlosketten, die an den Maschinenseiten entlanglaufen, und zwischen denen eine Greiferschiene angebracht ist, die den einzelnen Druckbogen vom letzten Druckwerk zum Ablagestapel transportiert und dort ablegt. Auf diesem Weg wird der noch nicht durchgetrocknete Bogen mit verschiedenen Trocknungssystemen behandelt. Sehr weit verbreitet ist der Puderapparat (aber auch IR- oder UV-Systeme kommen zum Einsatz).
Eine besondere Herausforderung liegt bei den modernen großformatigen Offsetmaschinen (mit ihren hohen Druckgeschwindigkeiten von bis zu 18.000 Druck pro Stunde) in der eigentlichen Bogenablage: Der Bogen muss von der Druckgeschwindigkeit bis zum Stillstand abgebremst und zugleich aus einer schwebenden Lage auf den Stapel abgelegt werden. Hier kann es zu Schwierigkeiten kommen, da der nachfolgende Bogen auf die Hinterkante des gerade auszulegenden Bogens treffen kann. Als Hilfsmittel dienen Blasvorrichtungen, die den abzulegenden Bogen nach unten drücken. Ein Problem ergibt sich auch aus dem entstehenden Luftpolster zwischen dem Bogen und dem Stapel, das durch Absauger beseitigt wird.

### Rechenauslage
Heute nicht mehr zum Einsatz kommt die Rechenauslage, wie sie zum Beispiel in den Zylinderpressen verbaut war. Dabei wird der Bogen nach dem Druck auf einen, sich vor und zurück bewegenden, Rechen abgelegt, über den Auslagestapel gebracht, und dann „fallengelassen“.

## Zusatz-Systeme

### „Non-Stop-System“ (An- und Ablage)
Da eine Unterbrechung des Fortdrucks (Druck der eigentlichen Auflage nach Abschluss aller Einrichtungs- und Abstimmarbeiten) speziell beim Offsetdruck das Wasser-Farb-Gleicheichgewicht stört, und danach jedes Mal eine neue Einlaufphase notwendig ist, gibt es sowohl für den Anlage- als auch für den Ablagestapel sogenannte Non-Stop-Systeme. Dabei trennt ein Rechen den vollen Stapel und übernimmt für eine kurze Zeit (bis der Wechselvorgang abgeschlossen ist) im oberen Teil den vertikalen Papiertransport. Der Stapelwechsel findet also bei voller Druckgeschwindigkeit und ohne Unterbrechung statt.

### „Wendetrommel“

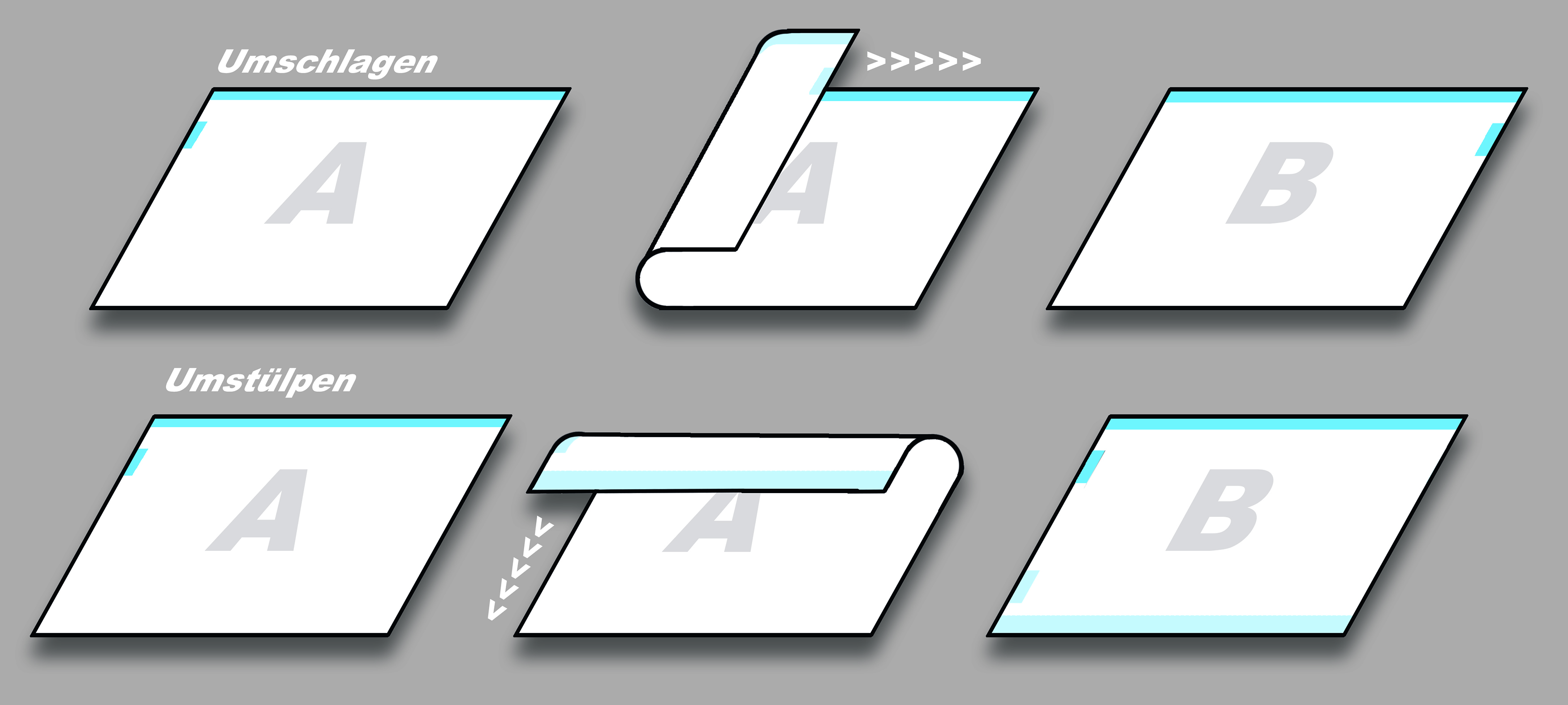
Beispiel-Illustration zur Erklärung der Begriffe „Umschlagen“ und „Umstülpen“

In modernen Bogen-Druckmaschinen ist das gleichzeitige Bedrucken von Vorder- und Rückseite möglich. Man bezeichnet das als Schön- und Widerdruck. Da das eigentlich bessere Umschlagen des Bogens in der Maschine technisch nicht umsetzbar ist, wird der Druckbogen umstülpt. In der Druckersprache nennt man das Bauteil, das diesen Vorgang umsetzt Wendetrommel.

„Im Wendebetrieb übernimmt die Übergabetrommel den Druckbogen vom vorhergehenden Druckzylinder an der Bogenvorderkante. Anschließend greift die doppeltgroße Speichertrommel den Bogen ebenfalls an der Vorderkante. Während der Rotation wird das Bogenende durch eine Saugleiste fixiert und ausgerichtet. Die Greifer der Speichertrommel halten das vordere Ende des Bogens, bis sich die Bogenhinterkante am Zangengreifer der Wendetrommel befindet. Der Zangengreifer übernimmt den Bogen und übergibt ihn umstülpt an den nächsten Druckzylinder.“